# Lars Bergström (född 1954)
Lars Åke Bergström, född 24 maj 1954 i Härads församling i Södermanlands län, är en svensk militär.
Lars Bergström var son till Karl Åke Bergström och Inga Elisabeth Bergström. Han blev officer 1976, kapten vid Södermanlands regemente 1979 och tjänstgjorde för FN på Cypern 1981–1982. Han befordrades till major 1984, anställdes i generalstaben och artilleristaben 1989 och blev i samband med det befordrad till överstelöjtnant. Han tjänstgjorde 1990–1991 vid FFV Ordnance. Bergström tjänstgjorde för FN i Bosnien 1993–1994. Han var överste och chef för Södermanlandsbrigaden 1995–1998. Bergström blev avdelningschef vid Högkvarteret 1998 och överste av första graden 1999.